# Sand-Kegelschnecke
Die Sand-Kegelschnecke oder der Sandkegel (Conus arenatus) ist eine Schnecke aus der Familie der Kegelschnecken (Gattung Conus), die im Indopazifik verbreitet ist und sich von Vielborstern ernährt.

## Merkmale
Conus arenatus trägt ein mittelgroßes, in westlichen Populationen auch großes, mäßig festes bis mäßig schweres Schneckenhaus, das bei ausgewachsenen Schnecken von 2,5 bis 9 cm Länge erreicht. Der Körperumgang ist in östlichen Populationen meist bauchig-kegelförmig, in westlichen Populationen kegelförmig, manchmal breit kegelförmig, der Umriss konvex, manchmal in der Mitte gerade. Das Gehäuse hat eine ausgeprägte Fasciole, die bisweilen von der basalen Zone durch einen Einschnitt abgetrennt ist. Die Schulter ist wenig gewinkelt bis gerundet und mit schwachen bis kräftigen Tuberkeln besetzt. Das Gewinde ist niedrig bis mäßig hoch, sein Umriss gerade bis mäßig konvex. Die ersten Umgänge des Teleoconchs sind mit schwachen Tuberkeln besetzt. Die Nahtrampen des Teleoconchs sind konkav mit einer auf 4 bis 6 zunehmenden spiraligen Rillen. Der Körperumgang ist an der Basis mit spiralig verlaufenden, schwachen Rippen skulpturiert, die bei jungen Adulten körnig und bis zur Schulter hin vorhanden sein können.
Die Grundfarbe des Gehäuses ist weiß. Der Körperumgang ist mit spiraligen Reihen brauner oder schwarzer Punkte überzogen, die spiralig in 2 bis 3 unterbrochenen Banden oder axial in zickzackartigen Flammen zusammengefasst sind. Die gepunkteten Bereiche sind oft mit grauen Schatten unterlegt, insbesondere innerhalb der spiraligen Banden. Dichte weiße Striche wechseln oft unregelmäßig mit dunklen Punkten ab. Die Umgänge des Protoconchs sind weiß. Die Nahtrampen des Teleoconchs sind wechselnd gefleckt mit axialen Ansammlungen brauner und schwarzer Punkte. Die Gehäusemündung ist weiß, weiter innen braun oder rosa.
Das dünne, samtig glatte Periostracum ist entweder durchscheinend olivfarben oder undurchsichtig rötlich-braun. Das Operculum ist bei großen und manchen fast adulten Tieren dick und undurchsichtig.
Die Oberseite des Fußes ist kremfarben mit gelblich-braunen Flecken und einem braunen bis schwarzen Fleck in der Mitte des Vorderendes, dem gelegentlich einige graue bis schwarze Punkte folgen. Im hinteren Bereich des Fußes gibt es manchmal eine gepunktete schwarze Linie vor dem Rand. Die Vorderkante des Fußes ist bisweilen orangebraun. Die Fußsohle ist weiß bis braun, vorn manchmal dunkler, dunkelgelb gefleckt und bisweilen mit braunen Längsstreifen, wobei die Zeichnung seitlich oft stärker ausgeprägt ist. Das Rostrum ist gelb, die Fühler weiß bis blassgelb, der Sipho weiß oder hellrosa mit einer orangefarbenen oder rot gefleckten Spitze, der Mittelteil mit einem einzelnen schwarzen dorsalen Fleck oder einem schmalen schwarzen bis grauen Ring, der proximale Teil oft dunkelgelb gefleckt.
Die mit einer Giftdrüse verbundenen Radula-Zähne haben an der Spitze einen Widerhaken und auf der Gegenseite einen zweiten Widerhaken. Sie sind mit einer Reihe von Zähnchen besetzt, die in einem Zacken enden, und an der Basis mit einem Sporn.

## Verbreitung und Lebensraum
Conus arenatus ist im Indopazifik vom Roten Meer und der Küste Ostafrikas bis zu den Marshall-Inseln, Tuamotu und nach Australien (Northern Territory, Queensland, Western Australia) verbreitet. Er lebt in der Gezeitenzone und bis in Meerestiefen von etwa 30 m fast ausschließlich auf Sand, selten auf mit Sand gemischtem Geröll oder auf Schlamm in Mangroven.
Durch die Lessepssche Migration über den Sueskanal tritt die Sandkegelschnecke inzwischen als Neozoon im östlichen Mittelmeer an der Küste Israels auf.

## Ernährung und Fressfeinde
Die Beute von Conus arenatus besteht aus Vielborstern (Polychaeta) der Familien Capitellidae, Maldanidae, Nereididae und Eunicidae.
Conus arenatus wird jedoch selbst von verschiedenen Raubschnecken gefressen, so von Mondschnecken und von der Melonenschnecke Melo amphora.